# Alfonso Thiele
Alfonso Thiele (* 5. April 1922 in Istanbul; † 15. Juli 1986 in Novara) war ein italienischer Autorennfahrer, der auch die US-amerikanische Staatsbürgerschaft hatte.

## Karriere
Alfonso Thiele war ein Sportwagenpilot, der in den späten 1950er- und frühen 1960er-Jahren mit einigen Erfolgen aufwarten konnte. 1957 gewann er bei der Mille Miglia auf einem Fiat-Abarth die Klasse bis 750 cm³. 1959 gewann er mit einem Ferrari 250GT seine Klasse beim GT-Rennen in Monza.
Zu Beginn der 1960er-Jahre war er Werksfahrer bei Abarth und Alfa Romeo. 1964 wurde er zusammen mit Sergio Pedretti auf Alfa Romeo TZ, einen Rang hinter seinem Teamkollegen Roberto Bussinello, Vierter bei der Targa Florio.
Thiele hatte nur einen Auftritt in einem Monoposto. 1960 fuhr er einen Cooper T51 beim Großen Preis von Italien. Nach einem Getriebeschaden musste er das Rennen zur Halbzeit aufgeben.

## Statistik

### Statistik in der Formel 1

#### Gesamtübersicht
| Saison | Team                | Chassis    | Motor           | Rennen | Siege | Zweiter | Dritter | Poles | schn. Rennrunden | Punkte | WM-Pos. |
| ------ | ------------------- | ---------- | --------------- | ------ | ----- | ------- | ------- | ----- | ---------------- | ------ | ------- |
| 1960   | Scuderia Centro Sud | Cooper T51 | Maserati 2.5 L4 | 1      | −     | −       | −       | −     | −                | −      | NC      |
| Gesamt | Gesamt              | Gesamt     | Gesamt          | 1      | −     | −       | −       | −     | −                | −      |         |

#### Einzelergebnisse
| Saison | 1 | 2 | 3 | 4 | 5 | 6   | 7 | 8   | 9 | 10 |
| ------ | - | - | - | - | - | --- | - | --- | - | -- |
| 1960   |   |   |   |   |   |     |   |     |   |    |
|        |   |   |   |   |   |     |   | DNF |   |    |
| 1961   |   |   |   |   |   |     |   |     |   |    |
|        |   |   |   |   |   | DNA |   |     |   |    |

| Legende  | Legende            | Legende                                                          |
| Farbe    | Abkürzung          | Bedeutung                                                        |
| -------- | ------------------ | ---------------------------------------------------------------- |
| Gold     | –                  | Sieg                                                             |
| Silber   | –                  | 2. Platz                                                         |
| Bronze   | –                  | 3. Platz                                                         |
| Grün     | –                  | Platzierung in den Punkten                                       |
| Blau     | –                  | Klassifiziert außerhalb der Punkteränge                          |
| Violett  | DNF                | Rennen nicht beendet (did not finish)                            |
| Violett  | NC                 | nicht klassifiziert (not classified)                             |
| Rot      | DNQ                | nicht qualifiziert (did not qualify)                             |
| Rot      | DNPQ               | in Vorqualifikation gescheitert (did not pre-qualify)            |
| Schwarz  | DSQ                | disqualifiziert (disqualified)                                   |
| Weiß     | DNS                | nicht am Start (did not start)                                   |
| Weiß     | WD                 | zurückgezogen (withdrawn)                                        |
| Hellblau | PO                 | nur am Training teilgenommen (practiced only)                    |
| Hellblau | TD                 | Freitags-Testfahrer (test driver)                                |
| ohne     | DNP                | nicht am Training teilgenommen (did not practice)                |
| ohne     | INJ                | verletzt oder krank (injured)                                    |
| ohne     | EX                 | ausgeschlossen (excluded)                                        |
| ohne     | DNA                | nicht erschienen (did not arrive)                                |
| ohne     | C                  | Rennen abgesagt (cancelled)                                      |
| ohne     | keine WM-Teilnahme |                                                                  |
| sonstige | P/fett             | Pole-Position                                                    |
| sonstige | 1/2/3/4/5/6/7/8    | Punktplatzierung im Sprint-/Qualifikationsrennen                 |
| sonstige | SR/kursiv          | Schnellste Rennrunde                                             |
| sonstige | *                  | nicht im Ziel, aufgrund der zurückgelegten Distanz aber gewertet |
| sonstige | ()                 | Streichresultate                                                 |
| sonstige | unterstrichen      | Führender in der Gesamtwertung                                   |

### Sebring-Ergebnisse
| Jahr | Team                   | Fahrzeug              | Teamkollege      | Teamkollege | Platzierung             | Ausfallgrund |
| ---- | ---------------------- | --------------------- | ---------------- | ----------- | ----------------------- | ------------ |
| 1958 | Baron de Graffenried   | Fiat-Abarth 750       | Chuck Kessinger  | Willie West | Rang 31 und Klassensieg |              |
| 1959 | Roosevelt Auto Co Inc. | Fiat-Abarth 750 Monza | Mario Poltonieri |             | Rang 32                 |              |
| 1962 | Abarth Corse           | Fiat-Abarth 850S      | Jean Guichet     |             | Rang 10 und Klassensieg |              |

### Einzelergebnisse in der Sportwagen-Weltmeisterschaft
| Saison | Team                                        | Rennwagen                                                          | 1   | 2   | 3   | 4   | 5   | 6   | 7   | 8   | 9   | 10  | 11  | 12  | 13  | 14  | 15  | 16  | 17  | 18  | 19  | 20  |
| ------ | ------------------------------------------- | ------------------------------------------------------------------ | --- | --- | --- | --- | --- | --- | --- | --- | --- | --- | --- | --- | --- | --- | --- | --- | --- | --- | --- | --- |
| 1953   |                                             | Fiat 1100                                                          | SEB | MIM | LEM | SPA | NÜR | RTT | CAP |     |     |     |     |     |     |     |     |     |     |     |     |     |
| 1953   | DNF                                         | Fiat 1100                                                          |     |     |     |     |     |     |     |     |     |     |     |     |     |     |     |     |     |     |     |     |
| 1955   |                                             | Alfa Romeo 1900                                                    | BUA | SEB | MIM | LEM | RTT | TAR |     |     |     |     |     |     |     |     |     |     |     |     |     |     |
| 1955   |                                             | Alfa Romeo 1900                                                    | DNF |     |     |     |     |     |     |     |     |     |     |     |     |     |     |     |     |     |     |     |
| 1956   |                                             | Fiat-Abarth 750                                                    | BUA | SEB | MIM | NÜR | KRI |     |     |     |     |     |     |     |     |     |     |     |     |     |     |     |
| 1956   |                                             | Fiat-Abarth 750                                                    | 73  |     |     |     |     |     |     |     |     |     |     |     |     |     |     |     |     |     |     |     |
| 1957   |                                             | Fiat-Abarth 750                                                    | BUA | SEB | MIM | NÜR | LEM | KRI | CAR |     |     |     |     |     |     |     |     |     |     |     |     |     |
| 1957   |                                             | Fiat-Abarth 750                                                    | 63  |     |     |     |     |     |     |     |     |     |     |     |     |     |     |     |     |     |     |     |
| 1958   | Toulo de Graffenried                        | Fiat-Abarth 750                                                    | BUA | SEB | TAR | NÜR | LEM | RTT |     |     |     |     |     |     |     |     |     |     |     |     |     |     |
| 1958   | Toulo de Graffenried                        | Fiat-Abarth 750                                                    | 31  |     |     |     |     |     |     |     |     |     |     |     |     |     |     |     |     |     |     |     |
| 1959   | Roosevelt Auto Co Inc.                      | Fiat-Abarth 750                                                    | SEB | TAR | NÜR | LEM | RTT |     |     |     |     |     |     |     |     |     |     |     |     |     |     |     |
| 1959   | Roosevelt Auto Co Inc.                      | Fiat-Abarth 750                                                    | 32  |     |     |     |     |     |     |     |     |     |     |     |     |     |     |     |     |     |     |     |
| 1960   | Scuderia Sant Ambroeus Scuderia Serenissima | Alfa Romeo Giulietta SZ Ferrari 250 GT                             | BUA | SEB | TAR | NÜR | LEM |     |     |     |     |     |     |     |     |     |     |     |     |     |     |     |
| 1960   | Scuderia Sant Ambroeus Scuderia Serenissima | Alfa Romeo Giulietta SZ Ferrari 250 GT                             |     |     | DNF | DNF |     |     |     |     |     |     |     |     |     |     |     |     |     |     |     |     |
| 1962   | Abarth Scuderia Sant Ambroeus               | Fiat-Abarth 1000 Bialbero Fiat-Abarth 850S Alfa Romeo Giulietta SZ | DAY | SEB | SEB | MAI | TAR | BER | NÜR | LEM | TAV | CCA | RTT | NÜR | BRI | BRI | PAR |     |     |     |     |     |
| 1962   | Abarth Scuderia Sant Ambroeus               | Fiat-Abarth 1000 Bialbero Fiat-Abarth 850S Alfa Romeo Giulietta SZ |     | 4   | 10  | DNF | 9   |     |     |     |     |     |     |     |     |     | 12  |     |     |     |     |     |
| 1964   | Scuderia Sant Ambroeus                      | Alfa Romeo Giulia TZ                                               | DAY | SEB | TAR | MON | SPA | CON | NÜR | ROS | LEM | REI | FRE | CCE | RTT | SIM | NÜR | MON | TDF | BRI | BRI | PAR |
| 1964   | Scuderia Sant Ambroeus                      | Alfa Romeo Giulia TZ                                               | 4   |     |     |     |     |     |     |     |     |     |     |     |     |     |     |     |     |     |     |     |